# Holnapután előtt két nappal
A Holnapután előtt két nappal (Two Days Before the Day After Tomorrow) a South Park című rajzfilmsorozat 136. része (a 9. évad 8. epizódja). Az Amerikai Egyesült Államokban 2005. október 19-én, Magyarországon pedig 2007. augusztus 15-én mutatták be.

## Cselekmény
|  | Alább a cselekmény részletei következnek! |

Stan és Cartman egy motorcsónakkal játszik, de az elszabadul és lerombolja Hódfalva (Beaverton) gátját, ezzel elárasztva a várost. Miközben Cartmanék próbálják titkolni felelősségüket, a város lakói a háztetőkön ragadnak. A média eközben olyan bűncselekményekről számol be, melyeket senki sem látott és túlzó statisztikákat tesznek közzé (melyek szerint az egyébként nyolcezer fős településen több, mint száz millióan haltak meg). Senki sem siet a bajbajutottak segítségére, ehelyett a felelőst keresik és George W. Bush-t vagy a terroristákat gyanúsítják. A város kutatói ezután bizonyítékok nélkül kijelentik, hogy az áradást a globális felmelegedés okozta, de ez csupán a kezdet; a katasztrófa végkifejlete „holnapután előtt két nappal” várható…
A tudósok bejelentése tömeghisztériát okoz, minden városlakó a helyi közösségi házba menekül a globális felmelegedés elől, amely szerintük eljegesedést fog okozni. Egy tévés riporter közli, hogy Chicagóban már 6 milliárd ember vesztette életét, Randy Marsh szerint pedig a kinti hőmérséklet egy órán belül akár „mínusz 70 millió fokra” is leeshet. Stan bevallja Kyle-nak az igazságot, akivel - Cartmannel együtt – csónakkal a hódfalvaiak mentésére indul, de ismét bajt okoz, mert véletlenül nekiütközik egy olajfinomítónak. Randy, Gerald és Stephen Stotch felfedezi a fiúk eltűnését, ezért utánuk mennek, de az egyébként kellemes időjárás ellenére mindhárman hegymászó felszerelést öltenek (hamar hőgutát kapnak, melyet ők tévesen kihűlésnek hisznek). A Pentagon tudósai időközben bejelentik, hogy megtalálták az árvíz valódi felelősét.
A hadsereg kimenti a fiúkat, de Cartman fegyvert szegez és a „zsidó-aranyát” követeli Kyle-től; Cartman az epizód alatt folyamatosan azt állította, hogy titokban minden zsidó aranyat hord magánál, de ezt Kyle végig hevesen tagadta. Mint kiderül, Cartmannek igaza volt, de Kyle ahelyett, hogy nekiadná, inkább elhajítja az aranyat tartalmazó zsákot. Az incidens után mindketten elhagyják az épületet és egy helikopterrel elmenekülnek a helyszínről. South Parkban előmerészkednek az emberek, a hadsereg pedig elárulja, kik okozták az árvizet – a Rákemberek. Stan bevallja, hogy igazából őt kell okolni, de a többiek a szavait úgy értelmezik, hogy mindenki felelős a katasztrófáért – ezért egymás után „bevallják” felelősségüket, miközben Stan hasztalan győzködi őket, hogy tényleg ő tehet róla.

## Utalások a Katrina hurrikánra
- Az epizód kifigurázza a Katrina hurrikán során a sajtóban megjelent eltorzított beszámolókat, a károsultak és a kormány közti ellentéteket, valamint a természeti katasztrófát követő találgatásokat, melyek között a globális felmelegedés is felmerült, mint a hurrikánra magyarázat.
  - Amikor az embereket helikopterrel menekítik, a mentőegység tagjai egy fekete férfit magára hagynak. A hurrikán alatt gyakran faji megkülönböztetéssel vádolták meg a mentőegységeket.
  - A hatalmas férfi nemi szerv, melyet Randy rajzol a térképre, emlékeztet a National Weather Service egy ábrájára, mely a Rita hurrikán során készült. 
  - Miközben a városiak az utcákon tülekednek, egy férfi sörösrekesszel a kezében menekül, utalva egy hírhedt fotóra. 
  - Amikor a riporter fosztogatásról, nemi erőszakról és kannibalizmusról számol be, kiderül, hogy ezeket az bűncselekményeket valójában senki sem látta; a hurrikán pusztítása alatt is számos ellenőrizetlen hír röppent fel hasonló esetekről.

## Egyéb utalások
- Az epizód jelenetei olyan katasztrófafilmeket parodizálnak, mint a Világok harca, A függetlenség napja, a Godzilla vagy a Holnapután (melyre egyébként a cím is utal).
- Az utolsó jelenet, amikor mindenki magára vállalja a gát lerombolását, emlékeztet a Spartacus című filmre (melyben a tömeg Spartacust próbálja védeni, hasonló módon).